# Nicolás Rodríguez (calciatore 2001)
Nicolás Germán Rodríguez García (Rivera, 1º maggio 2001) è un calciatore uruguaiano, difensore del La Luz.

## Carriera
Rodríguez è cresciuto nel settore giovanile del Peñarol, dove ha giocato dal 2017 al gennaio del 2021. Successivamente ha firmato con il Sud América ed il 21 ottobre ha giocato il suo primo incontro nel calcio professionistico contro il Cerro Largo in Primera División. Il 20 marzo 2023 è stato acquistato dal Nacional con cui ha giocato una stagione con la squadra B in terza divisione.
Il 10 gennaio 2024 è passato a titolo definitivo al Danubio.

## Statistiche

### Presenze e reti nei club
Statistiche aggiornate al 3 maggio 2024.
| Stagione        | Squadra         | Campionato      | Campionato | Campionato | Coppe nazionali | Coppe nazionali | Coppe nazionali | Coppe continentali | Coppe continentali | Coppe continentali | Altre coppe | Altre coppe | Altre coppe | Totale | Totale | Totale |
| Stagione        | Squadra         | Comp            | Pres       | Reti       | Comp            | Pres            | Reti            | Comp               | Pres               | Reti               | Comp        | Pres        | Reti        | Pres   | Reti   |        |
| --------------- | --------------- | --------------- | ---------- | ---------- | --------------- | --------------- | --------------- | ------------------ | ------------------ | ------------------ | ----------- | ----------- | ----------- | ------ | ------ | ------ |
| 2021            | Sud América     | PD              | 7          | 0          |                 | -               | -               |                    | -                  | -                  |             | -           | -           | 7      | 0      |        |
| 2022            | Sud América     | SD              | 10         | 0          | CU              | 1               | 0               |                    | -                  | -                  |             | -           | -           | 11     | 0      |        |
| 2024            | Danubio         | PD              | 0          | 0          | CU              | 0               | 0               | CS                 | 0                  | 0                  |             | -           | -           | 0      | 0      |        |
| Totale carriera | Totale carriera | Totale carriera | 17         | 0          |                 | 1               | 0               |                    | 0                  | 0                  |             | -           | -           | 18     | 0      |        |